# تطور المشاعر
ترجع دراسة تطور المشاعر إلى القرن التاسع عشر؛ إذ طُبّق التطور والانتخاب الطبيعي على دراسة التواصل البشري، وبوجه رئيس بوساطة تشارلز داروين في عمله الصادر عام 1872، التعبير عن المشاعر في الإنسان والحيوان. بحث داروين في تطور المشاعر في محاولة لدعم نظريته عن التطور. اقترح أن المشاعر تطورت وتكيفت مع مرور الوقت مثل الكثير من الصفات لدى الحيوانات. لم تقتصر أعماله على دراسة تعابير الوجه في الحيوانات وخصوصا البشر فحسب، بل حاول الإشارة إلى وجوه التشابه بين سلوكيات البشر والحيوانات الأخرى.
وفقا لنظرية التطور، تطورت مشاعر مختلفة في أوقات متفرقة. ترتبط المشاعر الأساسية مثل الخوف بأجزاء هي الأقدم في الدماغ، ويفترض أن تكون قد تطورت لدى أسلافنا ما قبل الثدييات. أما في ما يخص المشاعر المتعلقة بالأبناء، فيبدو أنها تطورت مبكرًا لدى الثدييات، مثل حب الأم لنسلها عند البشر. بالإضافة إلى ذلك، تطورت لدى الرئيسيات الاجتماعية مشاعر اجتماعية مثل الذنب والفخر. في بعض الأحيان، يكبح جزء متطور حديثا من الدماغ جزءًا آخرًا أقدم منه، كما يحدث عندما تكبح القشرة في الدماغ استجابة اللوزة الدماغية للخوف. يعد علماء النفس التطوريون مشاعر الإنسان متكيفة بأحسن صورة لحياة أسلافنا من البدو الرحل.

## الأصول
كانت خطة داروين في الأصل أن يُضمّن نتائج دراسته في ما يخص التعبير عن المشاعر في فصل ضمن كتابه، أصل الإنسان، والانتخاب في صدد الجنس (داروين، 1871) إلا أنه وجد عنده ما يكفي من مواد لكتاب كامل. استندت نتائجه على ملاحظات ممن حوله ومن آخرين في أجزاء أخرى من العالم. كانت إحدى أهم ملاحظاته أن تعابير الوجه والجسم عند الذين ولدوا مكفوفين هي كتلك التي عند الآخرين. كان المُراد لأفكاره الموجودة في كتابه في ما يخص عالمية المشاعر أن تُعارض ادعاء السير تشارلز بيل في عام 1844 بأن عضلات وجه الإنسان خُلقت لتمنح البشر قابلية فريدة للتعبير عن المشاعر. كان الهدف الرئيس من عمل داروين دعم نظرية التطور من خلال برهنة التشابه بين مشاعر البشر والحيوانات الأخرى. معظم وجوه التشابه التي وجدها كانت بين الأنواع وثيقة الصلة ببعضها، لكنه وجد بعض وجوه التشابه بين الأنواع ذات الصلة البعيدة أيضًا. اقترح أن حالات المشاعر قابلة للتكيف؛ وبذلك يكون لمن لديهم قابلية التعبير عن مشاعر معينة إمكانية تمرير خصائصهم.

### مبادئ داروين
في عمله عام 1872، اقترح داروين ثلاثة مبادئ. أولهم «مبدأ العادات النافعة»، والذي عرّفه بالعادات المعينة أو الأفعال المختلفة التي نمارسها في أثناء حالات ذهنية محددة، والتي تفعّل عندما تستحث هذه الحالات، حتى إن لم يكن هناك داع لها. ذكر داروين عقد الحاجبين مثالًا لذلك، إذ أشار إلى فائدته في منع الضوء الكثير من دخول العينين. بالإضافة إلى ذلك، ذكر أن رفع الحاجبين يؤدي إلى زيادة الساحة البصرية. واستشهد بأمثلة لأشخاص حاولوا تذكر شيء ما ورفعوا حواجبهم، كما لو كان بإمكانهم «رؤية» ما كانوا يحاولون تذكره.
النقيض هو ثاني تلك المبادئ، ففي حين أن بعض العادات نافعة، اقترح داروين أن تطبيق بعض الأفعال أو العادات يرجع لكونها مجرد عادة معاكسة بطبيعتها لعادة نافعة، ولكنها ليست نافعة بحد ذاتها. استخدم داروين هز الكتفين مثالا لذلك؛ إذ لا نفع له. هز الكتفين تعبير سلبي، وضديد لتعابير الثقة والعدوانية.
ثالث المبادئ هو العادات التعبيرية، أو التفريغ العصبي من الجهاز العصبي. يقترح هذا المبدأ أن بعض العادات تُنفّذ بسبب كبت الجهاز العصبي، مما يؤدي إلى تفريغ الإثارة. تشمل الأمثلة النقر بالقدم والأصابع، بالإضافة إلى التعابير الصوتية والتعابير عن الغضب. لاحظ داروين أن العديد من الحيوانات نادرًا ما تصدر أصواتًا، حتى عند الشعور بالألم، إلا أنها تفعل في الحالات القصوى استجابةً للألم والخوف.

## الأبحاث
يشتهر بول إيكمان في هذا المجال بإجراء الأبحاث التي تتضمن تعبيرات الوجه عن المشاعر. قدم عمله بيانات لدعم أفكار داروين حول عالمية تعابير الوجه حتى عبر الثقافات. أجرى بحثًا من خلال عرض صور تظهر تعابير عن المشاعر الأساسية للناس، وطلب منهم تحديد المشاعر التي يجري التعبير عنها. قدم إيكمان ووالاس فريزين  في عام 1971 للناس في ثقافة أمّيّة قصة تنطوي على عاطفة معينة، إلى جانب صور فوتوغرافية لتعبيرات وجه معينة. استُخدِمَت الصور نفسها سابقًا في دراسات أُجريت على أفراد من الثقافات الغربية. عندما طُلب منهم اختيار العاطفة التي يجري التعبير عنها في القصة من بين صورتين أو ثلاث صور، كانت اختيارات الأشخاص من الثقافة الأمّيّة متطابقة مع تلك الخاصة بالأفراد الغربيين في معظم الأوقات. أشارت هذه النتائج إلى أن بعض التعابير مرتبطة عالميًا بمشاعر معينة، حتى في الحالات التي كان فيها الناس يتعرضون بشكل ضئيل أو معدوم للثقافة الغربية. كانت مشاعر الخوف والدهشة  فقط التي وجد الأشخاص من الثقافة الأمّيّة صعوبة في التمييز بينهما. ذكر إيكمان أنه في حين أن التعبيرات العالمية لا تثبت بالضرورة نظرية داروين في أنها قد تطورت، إلا أنها تقدم دليلًا قويًا على احتمالية حدوث ذلك. وأشار إلى وجوه التشابه بين التعابير البشرية وتعابير الرئيسيات الأخرى، فضلاً عن العالمية الشاملة لبعض التعابير لدعم أفكار داروين. تعابير العاطفة التي أشار إليها إيكمان على أنها الأكثر عالمية بناءً على البحث هي: الغضب، والخوف، والاشمئزاز، والحزن، والاستمتاع.
وفقا للرأي الشائع، فإن تعابير الوجه خدمت في البداية وظيفة تكيفية غير تواصلية؛ وبالتالي فقد ثَبُت أن اتساع العينين في تعابير الوجه عن الخوف يزيد من الساحة البصرية وسرعة تحريكهما؛ مما يساعد في العثور على التهديدات ومتابعتها. يحد الأنف والفم المتجعدان في تعبير الوجه عن الاشمئزاز من امتصاص الهواء والجزيئات ذات الرائحة الكريهة وربما الخطيرة، ثم أصبحت ردود الفعل هذه، والتي يمكن ملاحظتها من قبل أعضاء آخرين في المجموعة، أكثر تميزًا ومبالغًا فيها لتؤدي وظيفة تواصل اجتماعي في المقام الأول. يمكن أن تؤثر هذه الوظيفة التواصلية بشكل كبير أو بدقة على سلوك الأعضاء الآخرين في المجموعة؛ وبالتالي يمكن للقرود الريسوسية أو الأطفال الرضع أن يتعلموا من أعضاء المجموعة الآخرين أو الوالدين الخوف من الأخطار المحتملة بناءً على تعابير الوجه فقط عن الخوف. تؤدي رؤية تعابير الخوف إلى زيادة الميل لاستجابات الفر، في حين تزيد رؤية تعابير الغضب من الميل لاستجابات الكر. وجدت دراسات الإشراط الكلاسيكي أن إنشاء اقتران بين المنبه السلبي وتعابير الغضب/الخوف أسهل من إنشاء الاقتران بين المنبه السلبي والتعبير عن السعادة. وجدت الدراسات حول المكفوفين خلقيًا والدراسات عبر الثقافات أن هذه المجموعات تظهر نفس تعبيرات العار والفخر في المواقف المتعلقة بالوضع الاجتماعي، هذه التعبيرات لها وجوه تشابه واضحة مع مظاهر الخضوع والهيمنة من قبل الرئيسيات الأخرى. يعيّن البشر تلقائيًا وضعًا اجتماعيًا أعلى للأفراد الذين يظهرون تعبيرًا عن الفخر من أولئك الذين يُعبّرون عن مشاعر أخرى.
نشر روبرت زايونتس، عالم النفس بجامعة ميشيغان، مراجعتين في عام 1989 لـ «نظرية تأثير الوجه للمشاعر»، والمعروفة أيضًا باسم نظرية استجابة الوجه الرجعية، والتي قدمها لأول مرة في الأدبيات العلمية من خلال مقال نُشر في دورية ساينس عام 1985. تقترح هذه النظرية أن لعضلات الوجه عند الثدييات إمكانية التحكم في درجة حرارة قاعدة الدماغ (على وجه الخصوص منطقة تحت المهاد) بوساطة تغيير درجة التدفق منها وإليها عبر شبكة الأوعية الدموية (ما يسمى بالشبكة الرائعة). تعتمد النظرية فكرة أن زيادة درجة حرارة أجزاء من منطقة تحت المهاد يمكن أن تنتج سلوكًا عدوانيًا، في حين أن التبريد يمكن أن ينتج عنه الاسترخاء. لغتنا العاطفية لها أوصاف قابلة للمقارنة، مثل «فلان دمه حار» و«فلان بارد». تقدم النظرية تفسيرًا لتطور تعبيرات الوجه الشائعة للعاطفة في الثدييات. ومع ذلك، اجري القليل من العمل التجريبي لتوسيع النظرية.
ناقش كارول إيزارد، عالم النفس المعروف بعمله عن المشاعر، ناقش المكاسب والخسائر المرتبطة بتطور المشاعر. قال بأن تجارب المشاعر المنفصلة تظهر في مرحلة تطور الفرد قبل اكتساب اللغة أو الهياكل المفاهيمية التي تؤطر الكيفيات المحسوسة المعروفة باسم المشاعر الانفعالية المنفصلة. وأشار إلى أنه في التطور، ساهم اكتساب البشر القدرة على التعبير عن أنفسهم باللغة بشكل كبير في التطور العاطفي. يستطيع البشر استخدام خبراتهم للتنبؤ واتخاذ الإجراءات المناسبة في التجارب المستقبلية ايضًا وليس التعبير عن مشاعرهم ومشاركتها فحسب. ومع ذلك، فقد أثار مسألة ما إذا كان البشر قد فقدوا بعضًا من تعاطفهم مع بعضهم البعض أم لا؟ مشيرًا إلى أشياء مثل القتل والجريمة على أنها مدمرة.
يركز جوزيف لودوكس الكثير من أبحاثه على الخوف العاطفي. يمكن أن يُثار الخوف بوساطة نظامين في الدماغ، يشتمل كلاهما على المهاد واللوزة الدماغية: أحدهما قديم وقصير وسريع، والآخر تطور مؤخرًا وأكثر التفافية وأبطأ. تنتقل المعلومات الحسية في النظام القديم مباشرة وبسرعة من المهاد إلى اللوزة حيث تثير الاستجابات اللاإرادية والحركية التي نسميها الخوف. في حين  تنتقل المعلومات الحسية في النظام الأحدث من المهاد إلى المناطق الحسية القشرية ذات الصلة (اللمس إلى القشرة الحسية الجسدية، والرؤية إلى القشرة البصرية، وما إلى ذلك) وإلى مناطق الارتباط الجبهية، حيث يحدث التقدير. تتواصل هذه المناطق الجبهية مباشرة مع اللوزة، وفي ضوء التقدير، قد تقلل أو تضخم استجابة الخوف لدى اللوزة. إذا لَمَحت ما يشبه الثعبان؛ فإن نظام المهاد واللوزة يثير الخوف قبل وقت طويل من أن يتاح للمناطق الجبهية الأصغر سنًا وقت لتحديد أنها عصا. يفترض ليدوكس أن النظام السريع القديم لا يزال قائمًا؛ لأن الاستجابة السلوكية عند أول إشارة إلى الخطر تكون ذات عواقب ضئيلة إذا كانت مخطئة، إلا أنها قد تعني الفرق بين الحياة والموت عندما تكون مصيبة.